# Royaume-Uni au Concours Eurovision de la chanson 2024
Le Royaume-Uni est l'un des trente-sept pays participants au Concours Eurovision de la chanson 2024 qui se déroule à Malmö en Suède. Le pays est représenté par le chanteur Olly Alexander et sa chanson Dizzy, sélectionnés en interne par le diffuseur britannique BBC.

## Sélection
Le diffuseur britannique confirme sa participation à l'Eurovision 2024 le 18 octobre 2023. Le 16 décembre 2023, le chanteur Olly Alexander annonce, lors de la finale de Strictly Come Dancing, avoir été sélectionné comme représentant du Royaume-Uni. La BBC confirme ses dires peu après. Sa chanson, intitulée Dizzy, sera publiée le 1er mars 2024.

## À l'Eurovision
En tant que membre du Big Five, le Royaume-Uni est qualifié d'office pour la finale du 11 mai 2024. Lors de la finale, le  Royaume-Uni se classe 18e avec 46 points, venant uniquement du jury